# Naturbahnrodel-Juniorenweltmeisterschaft 2012
Die 8. FIL-Naturbahnrodel-Juniorenweltmeisterschaft fand vom 3. bis 5. Februar 2012 auf der Naturrodelbahn Gumpfrei in Latsch in Südtirol (Italien) statt. Nach den Trainingsläufen und der Eröffnungsfeier am Freitag fielen am Samstag und Sonntag die Entscheidungen im Doppelsitzer und in den Einsitzerwettbewerben. An den Wertungsläufen nahmen Sportler aus zwölf Ländern teil, darunter auch Rodler aus der Türkei, die erstmals bei Naturbahn-Wettkämpfen starteten. Juniorenweltmeister im Einsitzer wurden die Italiener Alex Gruber und Alexandra Obrist, der Titel im Doppelsitzer ging an die Österreicher Christoph Regensburger und Dominik Holzknecht.

## Technische Daten der Naturrodelbahn
| Name                   | Gumpfrei                     |
| Koordinaten            | 46° 35′ 30″ N, 10° 53′ 41″ O |
| Start                  | 1330 m                       |
| Ziel                   | 1206 m                       |
| Höhendifferenz         | 0124 m                       |
| Länge                  | 0976 m                       |
| Durchschnittl. Gefälle | 0012,7 %                     |

## Einsitzer Herren
| Platz | Name                   | Zeit        |
| ----- | ---------------------- | ----------- |
| 01    | Alex Gruber            | 3:08,81 min |
| 02    | Dominik Holzknecht     | + 1,51 s    |
| 03    | Martin Kerschbaumer    | + 2,78 s    |
| 04    | Christoph Regensburger | + 4,72 s    |
| 05    | Tobias Mair            | + 5,51 s    |
| 06    | Łukasz Goryl           | + 5,58 s    |
| 07    | Dominik Profanter      | + 5,68 s    |
| 08    | Armin Folie            | + 5,92 s    |
| 09    | Thomas Unterholzner    | + 7,23 s    |
| 10    | Grigori Bukin          | + 8,05 s    |

Datum: 4. Februar (1. Wertungslauf) und 5. Februar 2012 (2. und 3. Wertungslauf)
Wie bei der Junioreneuropameisterschaft des Vorjahres gewann der Italiener Alex Gruber die Goldmedaille. Er fuhr Bestzeit in allen drei Wertungsläufen. Mit der jeweils zweitschnellsten Zeit gewann der zweitplatzierte Dominik Holzknecht aus Österreich seine erste Medaille im Einsitzer, ebenso wie der drittplatzierte Italiener Martin Kerschbaumer, der jeweils die drittbeste Zeit fuhr. Alle 27 gemeldeten und gestarteten Rodler erreichten das Ziel.

## Einsitzer Damen
| Platz | Name               | Zeit        |
| ----- | ------------------ | ----------- |
| 01    | Alexandra Obrist   | 3:12,25 min |
| 02    | Greta Pinggera     | + 00,87 s   |
| 03    | Sara Bachmann      | + 02,00 s   |
| 04    | Carmen Planötscher | + 03,96 s   |
| 05    | Darja Malejewa     | + 08,33 s   |
| 06    | Ljubow Starikowa   | + 10,18 s   |
| 07    | Sabrina Pimpl      | + 11,24 s   |
| 08    | Michelle Diepold   | + 12,34 s   |
| 09    | Martina Rowold     | + 12,71 s   |
| 10    | Michaela Niemetz   | + 13,32 s   |

Datum: 4. Februar (1. Wertungslauf) und 5. Februar 2012 (2. und 3. Wertungslauf)
Die Italienerinnen dominierten den Einsitzerwettbewerb der Damen. Alexandra Obrist, Silbermedaillengewinnerin der letzten Junioren-WM 2010, gewann den Wettkampf vor Greta Pinggera und Sara Bachmann, für die es jeweils die erste Medaille bei internationalen Juniorenwettkämpfen war. Von 21 gemeldeten Rodlerinnen gingen 20 an den Start und 19 kamen in die Wertung.

## Doppelsitzer
| Platz | Name                                        | Zeit        |
| ----- | ------------------------------------------- | ----------- |
| 1     | Christoph Regensburger – Dominik Holzknecht | 2:18,07 min |
| 2     | Pawel Silin – Ilja Tarassow                 | + 00,20 s   |
| 3     | Dominik Apolloner – Dieter Apolloner        | + 00,96 s   |
| 4     | Jegor Dorofejew – Wiktor Sachartschenko     | + 07,33 s   |
| 5     | Daniele Sessa – Matteo Rosset               | + 08,77 s   |
| 6     | Matteo Agnesod – Ylenia Sarteur             | + 08,88 s   |
| 7     | Alexei Martjanow – Nikita Tarassow          | + 14,75 s   |

Datum: 4. Februar 2012 (beide Wertungsläufe)
Die Österreicher Christoph Regensburger und Dominik Holzknecht gewannen mit Laufbestzeiten in beiden Durchgängen die Goldmedaille. Regensburger hatte bereits bei der letzten Junioren-WM Gold im Doppelsitzer gewonnen, damals zusammen mit Thomas Kammerlander. Platz zwei ging an die Russen Pawel Silin und Ilja Tarassow, die beide bereits mit anderen Partnern eine Bronzemedaille bei Juniorenmeisterschaften gewonnen hatten. Die Silbermedaillengewinner von vor zwei Jahren, die Österreicher Dominik und Dieter Apolloner, belegten diesmal den dritten Platz. Alle sieben gemeldeten und gestarteten Doppelsitzerpaare kamen in die Wertung. Einzige Frau im Doppelsitzerwettbewerb war die Italienerin Ylenia Sarteur.

## Medaillenspiegel
| Platz | Land       | Gold | Silber | Bronze | Gesamt |
| ----- | ---------- | ---- | ------ | ------ | ------ |
| 1.    | Italien    | 2    | 1      | 2      | 5      |
| 2.    | Österreich | 1    | 1      | 1      | 3      |
| 3.    | Russland   | —    | 1      | —      | 1      |